# Trimingham
Trimingham är en ort och civil parish i Storbritannien.   Den ligger i grevskapet Norfolk och riksdelen England, i den sydöstra delen av landet, 180 km nordost om huvudstaden London. Trimingham ligger 51 meter över havet och antalet invånare är 139.
Terrängen runt Trimingham är platt. Havet är nära Trimingham åt nordost. Runt Trimingham är det ganska tätbefolkat, med 104 invånare per kvadratkilometer. Närmaste större samhälle är North Walsham, 8,6 km söder om Trimingham. Trakten runt Trimingham består till största delen av jordbruksmark.